# Quận Georgetown, South Carolina
Quận Georgetown là một quận trong bang South Carolina. Theo điều tra dân số năm 2000, quận có dân số 55.797 người; Năm 2005, Cục điều tra dân số Hoa Kỳ ước tính dân số quận này là 60.983 người. Quận lỵ đóng ở thành phố Georgetown.6

## Địa lý
Theo Cục điều tra dân số Hoa Kỳ, quận có tổng diện tích 1.035 dặm Anh vuông (2.681 km²), trong đó, 815 dặm Anh vuông (2.110 km²) là diện tích đất và 220 dặm Anh vuông (570 km²) trong tổng diện tích (21.27%) là diện tích mặt nước.

### Các quận giáp ranh
- Quận Marion, Nam Carolina - Bắc
- Quận Horry, Nam Carolina - Đông bắc
- Quận Berkeley, Nam Carolina - Tây nam
- Quận Charleston, Nam Carolina - Tây nam
- Quận Williamsburg, Nam Carolina - Tây bắc

### Các khu bảo tồn quốc gia
- Waccamaw National Wildlife Refuge (một phần)

## Thông tin nhân khẩu
Theo cuộc điều tra dân số2 tiến hành năm 2000, quận này có dân số 55.797 người, 21.659 hộ, và 15.854 gia đình. Mật độ dân số là 68 người trên mỗi dặm Anh vuông (26/km²). Có 28,282 đơn vị nhà ở với một mật độ bình quân là 35 trên mỗi dặm Anh vuông (13/km²). Cơ cấu chủng tộc của dân cư sinh sống tại quận này gồm 59.69% người da trắng, 38.61% người da đen hoặc người Mỹ gốc Phi, 0.14% người thổ dân châu Mỹ, 0.23% người gốc châu Á, 0.03% người các đảo Thái Bình Dương, 0.81% từ các chủng tộc khác, và 0.49% từ hai hay nhiều chủng tộc. 1.65% dân số là người Hispanic hoặc người Latin thuộc bất cứ chủng tộc nào.
Có 21.659 hộ trong đó có 30.20% có con cái dưới tuổi 18 sống chung với họ, 54.10% là những cặp kết hôn sinh sống với nhau, 15.10% có một chủ hộ là nữ không có chồng sống cùng, và 26.80% là không gia đình. 23.30% trong tất cả các hộ gồm các cá nhân và 9.20% có người sinh sống một mình và có độ tuổi 65 tuổi hay già hơn. Quy mô trung bình của hộ là 2.55 còn quy mô trung bình của gia đình là 3.01.
Cơ cấu độ tuổi dân cư quận này như sau 25.20% dưới độ tuổi 18, 7.70% từ 18 đến 24, 25.90% từ 25 đến 44, 26.20% từ 45 đến 64, và 15.00% người có độ tuổi 65 tuổi hay già hơn. Độ tuổi trung bình là 39 tuổi. Cứ mỗi 100 nữ giới thì có 91.80 nam giới. For every 100 nữ giới có độ tuổi 18 và lớn hơn thì, có 88.40 nam giới.
Thu nhập bình quân của một hộ ở quận này là $35.312, và thu nhập bình quân của một gia đình ở quận này là $41.554. Nam giới có thu nhập bình quân $31.110 so với mức thu nhập $20.910 đối với nữ giới. Thu nhập bình quân đầu người của quận là $19.805. About 13,40% gia đình và 17,10% dân số sống dưới ngưỡng nghèo, bao gồm 25,80% những người có độ tuổi 18 và 14,00% là những người 65 tuổi hoặc già hơn.

## Các thành phố và thị xã
- Andrews
- Georgetown
- Murrells Inlet
- Pawleys Island

### Các cộng đồng không hợp nhất
- DeBordieu
- Litchfield Beach
- North Santee
- Plantersville
- Sandy Island
- Yauhannah